# Liste bedeutender Friedensschlüsse
Diese Liste enthält bedeutende Friedensschlüsse, Kapitulationen, Waffenstillstandsabkommen und internationale Abkommen zur Verhinderung von Krieg in der Geschichte der Menschheit.

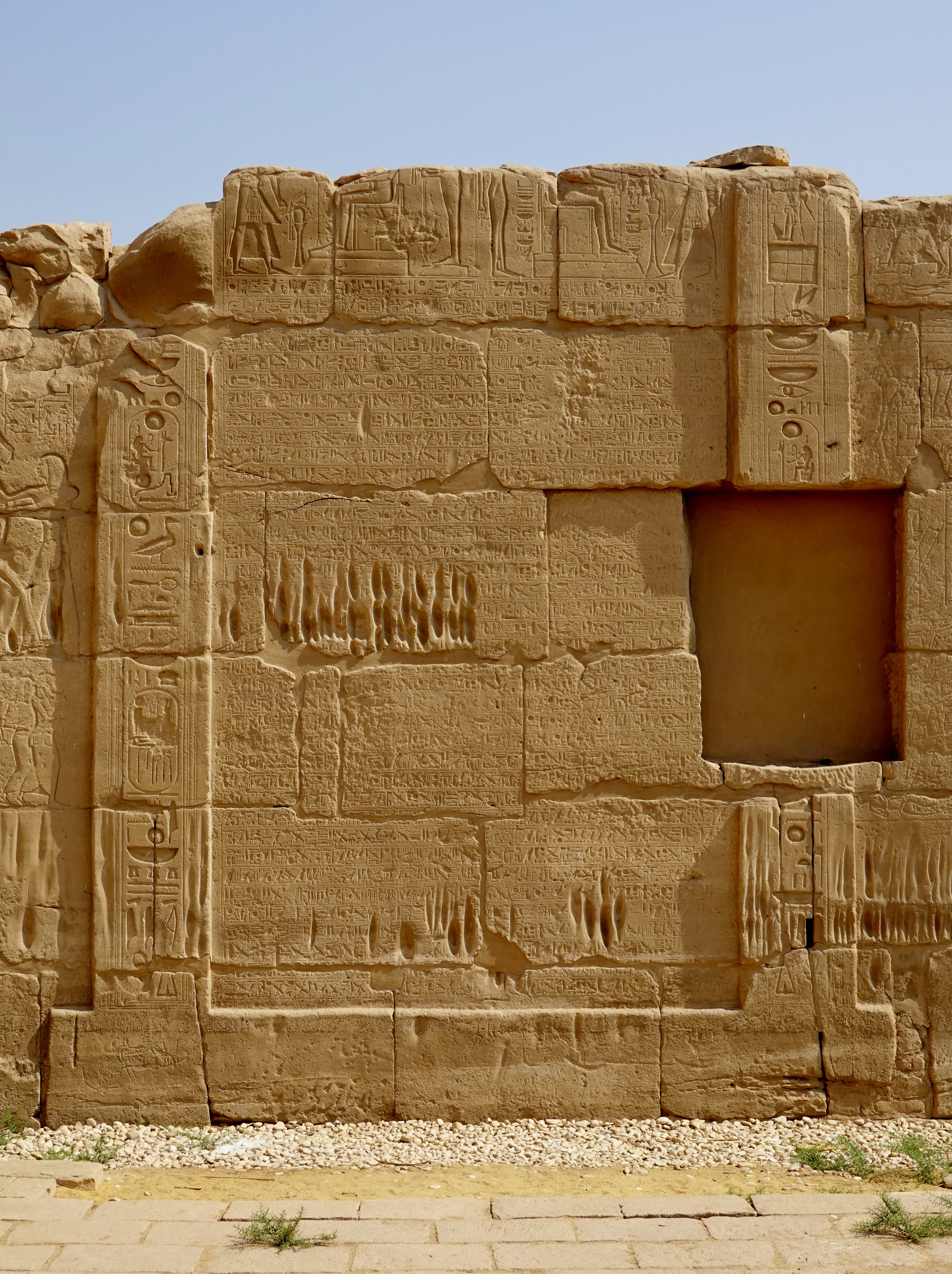
Ältester Friedensvertrag

## Friedensschlüsse

### Altertum (bis 500 v. Chr.)
- ca. 2.470 v. Chr., ältester Beleg für einen Friedensschluss, Geierstele
- 1259 v. Chr., ältester paritätischer Staats- und Friedensvertrag, Ägyptisch-Hethitischer Friedensvertrag

### Antike (500 v. Chr. bis 568 n. Chr.)
- 449/448 v. Chr. Kalliasfrieden, zwischen dem Attisch-Delischen Seebund und dem Achämenidenreich
- 421 v. Chr. Frieden des Nikias, Griechenland, zwischen Athen und Sparta
- 387/386 v. Chr. Königsfrieden, („Frieden des Antalkidas“) zwischen Sparta und seinen Gegnern
- 298 n. Chr. Friede von Nisibis
- 532 n. Chr. Ewiger Frieden zwischen Ostrom und den Sassaniden

### Mittelalter (568 bis 1492)

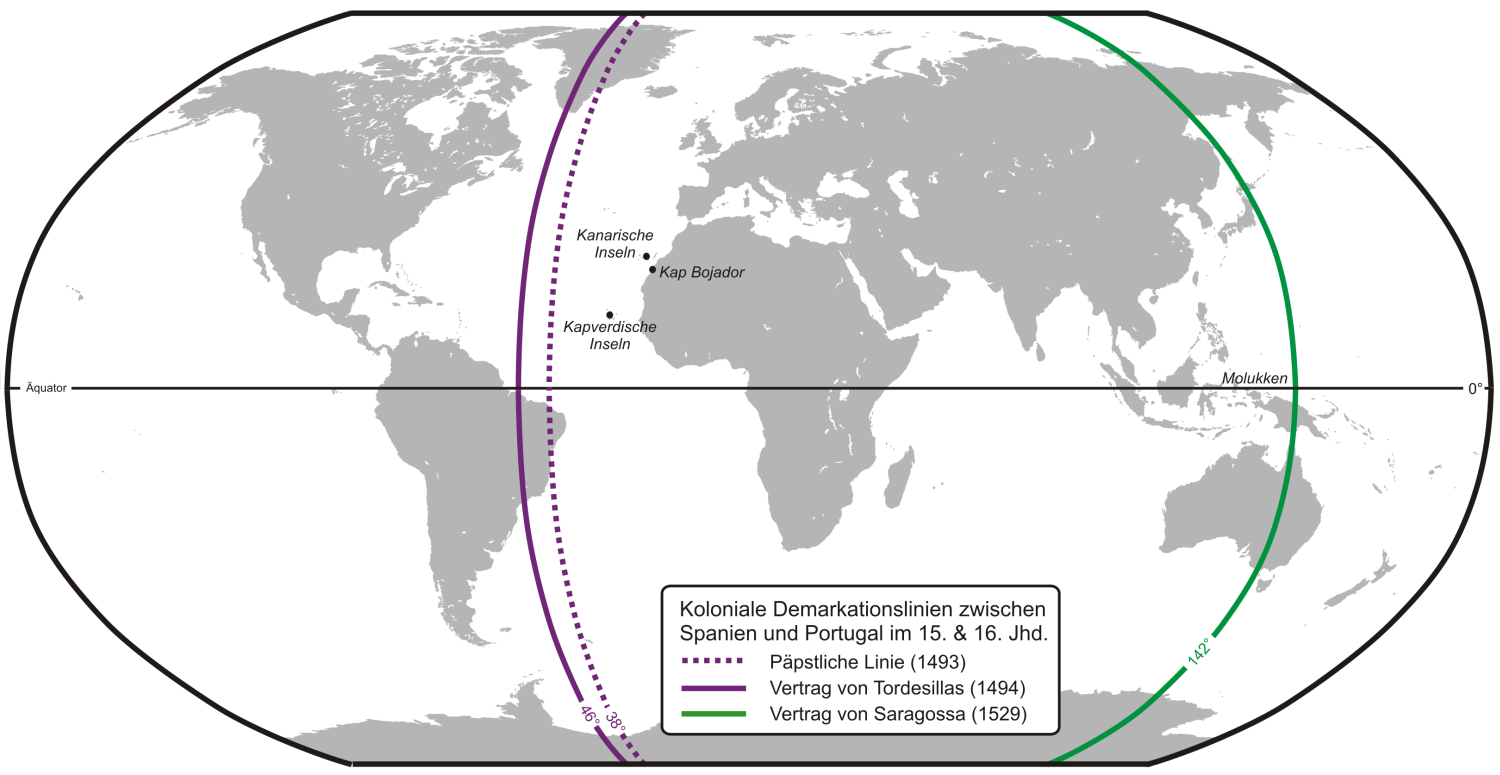
Demarkationslinien nach Spanisch-Portugiesischen Vereinbarungen im 15. und 16. Jhd.

- 1018 Frieden von Bautzen, zwischen dem Heiligen Römischen Reich und Polen
- 1200, 22. Mai, Vertrag von Le Goulet, zwischen England und Frankreich
- 1229, 18. Februar, Friede von Jaffa zwischen Friedrich II. (Königreich Jerusalem) und al-Kamil (Ägypten)
- 1279, Pingsheimer Friede, zwischen Kurköln und der Grafschaft Jülich
- 1297, Vertrag von Alcañices, zwischen Portugal und Kastilien
- 1303, Vertrag von Paris, zwischen England und Frankreich
- 1317, 25. November, Friede von Templin, zwischen den norddeutschen Fürsten unter Führung Dänemarks und der Markgrafschaft Brandenburg
- 1323, 12. August, Vertrag von Nöteborg, zwischen Schweden und Nowgorod
- 1358, 18. Februar, Friede von Zadar, zwischen Königreich Kroatien in Personalunion mit Ungarn und der Republik Venedig
- 1360, Friede von Brétigny zwischen Frankreich und England
- 1365, 22. November, Friede von Vordingborg zwischen Dänemark und Hansestädten
- 1370, 24. Mai, Friede von Stralsund, zwischen dem dänischen König und dem Bündnis der Hansestädte
- 1373, Vertrag von Santarém zwischen Portugal und Kastilien
- 1389, 5. Mai, Landfrieden von Eger, zwischen dem Heiligen Römischen Reich und dem Schwäbischen Städtebund
- 1411, 1. Februar, Erster Frieden von Thorn, Polen, zwischen Deutschem Orden und Polen
- 1435, 15. Juli, Friede von Vordingborg, Nordeuropa, zwischen Dänen und Hansestädten
- 1454, 9. April, Frieden von Lodi, Italien, zwischen Mailand und Venedig; später wurden auch Florenz, der Kirchenstaat und das Königreich Neapel in die Friedensordnung einbezogen
- 1459, 25. April, Vertrag von Eger zwischen Sachsen und Böhmen
- 1466, 19. Oktober, Zweiter Thorner Friede, Polen, zwischen Deutschem Orden und Polen
- 1479, Vertrag von Alcáçovas zwischen Portugal und Kastilien
- 1491, Friede von Pressburg, zwischen Maximilian I. und Vladislav II.

### Frühe Neuzeit (1492 bis 1789)

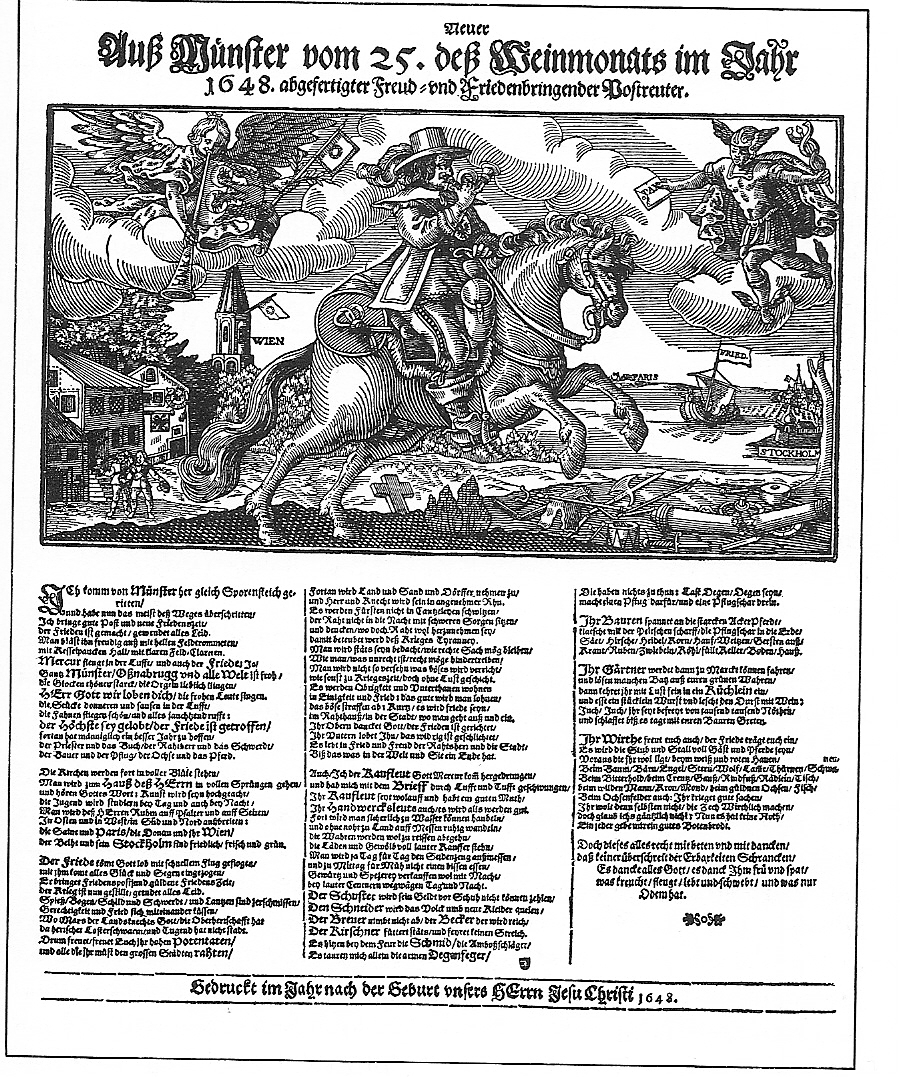
Flugblatt zum Westfälischen Frieden 1648

- 1494, Vertrag von Tordesillas zwischen Portugal und Kastilien
- 1529, Vertrag von Saragossa zwischen Portugal und Kastilien
- 1529, 5. August, Damenfriede von Cambrai, Frankreich, zwischen Kaiser Karl V. und Frankreich
- 1532, 23. Juli, Nürnberger Religionsfrieden, Nürnberg, zwischen Kaiser Karl V. und den evangelischen Reichsständen
- 1538, Juni, Friede von Nizza, zwischen Karl V. und Franz I. von Frankreich
- 1543, 12. September Vertrag von Venlo, zwischen Karl V. und Herzog Wilhelm V. von Jülich-Kleve-Berg
- 1544, 18./19. September, Frieden von Crépy, zwischen Karl V. und Franz I. von Frankreich
- 1555, 25. September, Augsburger Reichs- und Religionsfrieden, zwischen Katholiken und Protestanten
- 1559, 3. April, Frieden von Cateau-Cambrésis, zwischen Frankreich und Spanien
- 1570, 13. Dezember, Frieden von Stettin, zwischen Schweden und Dänemark, Lübeck und Polen
- 1598, 2. Mai, Frieden von Vervins, Frankreich, zwischen Frankreich und Spanien

- 1613, 20. Januar, Frieden von Knäred, zwischen Dänemark und Schweden
- 1617, 9. März, Frieden von Stolbowo, zwischen Schweden und Russland
- 1618, 11. Dezember, Vertrag von Deulino, zwischen Polen-Litauen und Russland
- 1621, 31. Dezember, Frieden von Nikolsburg, Slowakei, zwischen Kaiser Ferdinand II. und Bethlen Gábor, Fürst von Siebenbürgen
- 1629, 22. Mai, Lübecker Frieden, zwischen Hl. Römischen Reich und Dänemark
- 1631, 16. April, Frieden von Cherasco, Italien, zwischen Frankreich und den Habsburgern
- 1635, 30. Mai, Prager Frieden, zwischen Kaiser Ferdinand II und Kursachsen
- 1645, Friede von Brömsebro, zwischen Dänemark und Schweden
- 1648, 24. Oktober, Westfälischer Friede
  - Friede zu Osnabrück, zwischen dem Hl. Römischen Reich und Schweden
  - Friede zu Münster, zwischen dem Hl. Römischen Reich und Frankreich
- 1654, 5. April, Friede von Westminster, zwischen England und den Niederlanden
- 1656, 20. November, Vertrag von Labiau, zwischen Preußen und Schweden
- 1658, 26. Juni, Frieden von Roskilde, zwischen Dänemark und Schweden
- 1658, 16. September, Vertrag von Hadjatsch, zwischen Polen-Litauens und den ukrainischen Saporogerkosaken
- 1659, 7. November, Pyrenäenfriede zwischen Frankreich und Spanien
- 1660, 3. Mai, Friede von Oliva, Polen, zwischen Schweden und Polen, Brandenburg und Österreich
- 1661, 1. Juli, Friede von Kardis, zwischen Russland und Schweden
- 1661, 6. August, Friede von Den Haag zwischen den Niederlanden und Portugal
- 1664, 10. August, Frieden von Eisenburg, Ungarn, zwischen Kaiser Leopold I. und dem Osmanischen Reich
- 1666, 15. November, Friede zu Habenhausen, zwischen dem Königreich Schweden und der Stadt Bremen
- 1667, 21. Juli, Frieden von Breda, zwischen England und den Niederlanden
- 1668, Friede von Lissabon, zwischen Spanien und Portugal
- 1668, April, Frieden von Saint-Germain, zwischen Frankreich und Hl. Römischen Reich, England, den Niederlanden, Schweden und Spanien
- 1668, Mai, Erster Aachener Friede, zwischen Frankreich und Hl. Römischen Reich, England, den Niederlanden, Schweden und Spanien
- 1674, 19. Februar, Friede von Westminster, zwischen England und den Niederlanden
- 1678/79, Friedensverträge von Nimwegen
  - 11. August 1678, zwischen Frankreich und den Niederlanden
  - 17. September 1678, zwischen Frankreich und Spanien
  - 5. Februar 1679, zwischen Frankreich und dem Hl. Römischen Reich und Schweden
- 1697, 20. September, Frieden von Rijswijk, zwischen Frankreich und England, den Niederlanden, Spanien und dem Hl. Römischen Reich
- 1699, 26. Januar, Friede von Karlowitz, Österreich, zwischen Österreich und dem Osmanischen Reich

- 1711, 12. Juli, Frieden vom Pruth, zwischen Russland und dem Osmanischen Reich
- 1713, 10. April, Frieden von Utrecht, zwischen Frankreich und Großbritannien, den Niederlanden, Preußen, Spanien
- 1714, 6. März, Friede von Rastatt, zwischen Frankreich und dem Hl. Römischen Reich
- 1718, 21. Juli, Friede von Passarowitz, zwischen Österreich und dem Osmanischen Reich
- 1721, 30. August (10. September), Frieden von Nystad, zwischen Schweden und Russland
- 1738, 8. November Frieden von Wien (1738), zwischen Österreich und Frankreich
- 1739, 18. September, Friede von Belgrad, zwischen Österreich und dem Osmanischen Reich
- 1742, 11. Juni, Vorfrieden von Breslau, zwischen Österreich und Preußen
- 1742, 28. Juli, Frieden von Berlin, zwischen Preußen und Österreich
- 1743, 8. August, Friede von Åbo, zwischen Schweden und Russland
- 1745, 22. April, Frieden von Füssen, zwischen Bayern und Österreich
- 1745, 25. Dezember, Frieden von Dresden, zwischen Österreich, Sachsen und Preußen
- 1748, 18. Oktober, Zweiter Aachener Friede, zwischen Österreich und Verbündeten und Frankreich und Verbündeten
- 1762, 5. Mai, Frieden von Sankt Petersburg, zwischen Preußen und Russland
- 1762, 22. Mai, Frieden von Hamburg, zwischen Preußen und Schweden
- 1763, 10. Februar, Frieden von Paris (1763), zwischen Großbritannien und Portugal sowie Frankreich und Spanien
- 1763, 15. Februar, Frieden von Hubertusburg, Wermsdorf, zwischen Preußen, Sachsen und Österreich
- 1774, 10. Juli (21. Juli), Friede von Küçük Kaynarca, zwischen Russland und dem Osmanischen Reich
- 1779, 13. Mai, Friede von Teschen, zwischen Österreich und Preußen
- 1783, 3. September, Friede von Paris und Versailles zwischen Frankreich und Großbritannien, zwischen Großbritannien und Spanien
- 1783, 3. September, Frieden von Paris, zwischen Großbritannien und den USA

### Neuere Geschichte (1789 bis 1900)
- 1790, 14. August, Friede von Värälä, zwischen Schweden und Russland
- 1792, 9. Januar, Friede von Jassy
- 1795, Friede von Basel, zwischen Frankreich, Spanien und Preußen
- 1797, 18. April, Vorfriede (Präliminarfriede) von Leoben, zwischen Frankreich und Österreich
- 1797, 17. Oktober, Friede von Campo Formio
- 1801, Februar, Friede von Lunéville
- 1805, 26. Dezember, Friede von Pressburg
- 1806, 11. Dezember, Frieden von Posen, zwischen Frankreich und Sachsen
- 1807, Frieden von Tilsit
  - 1807, 7. Juli, Friedensschluss Frankreichs mit Russland
  - 1807, 9. Juli, Friedensschluss Frankreichs mit Preußen
- 1809, 14. Oktober, Friede von Schönbrunn
- 1810, 6. Januar, Vertrag von Paris, zwischen Frankreich und Schweden
- 1812 28. Mai, Friede von Bukarest, zwischen Russland und dem Osmanischen Reich
- 1814, 14. Januar, Kieler Friede, zwischen Schweden, Großbritannien und Dänemark
- 1814, 30. Mai, Erster Pariser Frieden, zwischen Großbritannien, Frankreich, Österreich, Preußen und Russland (Friedensverträge zur Beendigung der Befreiungskriege)
- 1814–1815, Wiener Kongress
- 1815, 20. November, Zweiter Pariser Frieden, zwischen Großbritannien, Frankreich, Österreich, Preußen und Russland (Friedensverträge zur Beendigung der Befreiungskriege)
- 1829, 14. September, Friede von Adrianopel zwischen dem Russischen Reich und dem Osmanischen Reich
- 1838, 15. Januar, Vertrag von Buffalo Creek, Vertrag mit den Indianern von New York
- 1842, Friede von Nanking zwischen Großbritannien und China
- 1848, 2. Februar, Vertrag von Guadalupe Hidalgo, zwischen Mexiko und den USA
- 1850, 2. Juli, Friede von Berlin, zwischen Preußen und Dänemark
- 1856, 30. März, Pariser Frieden, Osmanisches Reich, Russland, Sardinien, Frankreich, Großbritannien, Österreich und Preußen
- 1859, 11. Juli, Vorfriede von Villafranca, Österreich, Frankreich und Sardinien-Piemont
- 1859, 10. November, Frieden von Zürich, Österreich, Frankreich und Sardinien
- 1864, 30. Oktober, Friede von Wien, zwischen Preußen, Österreich und Dänemark
- 1866, 26. Juli, Vorfrieden von Nikolsburg, zwischen Preußen und Österreich
- 1866, 23. August, Prager Friede, zwischen Preußen und Österreich
- 1866, 3. Oktober, Friede von Wien, zwischen Italien und Österreich
- 1868, 6. November, Vertrag von Fort Laramie 1868, zwischen den USA und den vereinigten Lakota-, Cheyenne- und Arapahoindianern
- 1871, 26. Februar Vorfrieden von Versailles, zwischen dem Deutschen Reich und Frankreich
- 1871, 10. Mai, Friede von Frankfurt, Deutsches Reich und Frankreich
- 1878, 3. März, Vorfrieden von San Stefano
- 1878, 13. Juni bis 13. Juli, Berliner Kongress: Berliner Friede
- 1883, 20. Oktober, Friede von Ancón, zwischen Peru und Chile
- 1895, 17. April, Vertrag von Shimonoseki, zwischen Japan und China
- 1898, 10. Dezember, Friede von Paris, zwischen den USA und Spanien

### 20. Jahrhundert
- 1901, 7. September, Boxerprotokoll, zwischen China und dem Deutschen Reich, Frankreich, Großbritannien, Japan und den USA
- 1902, 31. Mai, Friede von Vereeniging, zwischen Großbritannien, dem Oranjefreistaat und Transvaal
- 1905, 23. August (5. September), Friede von Portsmouth, USA, zwischen Russland und Japan
- 1912, 18. Dezember, Friede von Lausanne, zwischen Italien und dem Osmanischen Reich
- 1913, 30. Mai, Präliminarfriede, London, zwischen dem Osmanischen Reich und Albanien
- 1918, 9. Februar, Brotfrieden, Brest-Litowsk, zwischen dem Deutschen Reich und Österreich-Ungarn einerseits und der Ukrainischen Volksrepublik
- 1918, 3. März, Friedensvertrag von Brest-Litowsk, zwischen Deutschland, Österreich-Ungarn, dem Osmanischen Reich und Sowjetrussland
- 1918, 7. Mai, Friede von Bukarest, zwischen den Mittelmächten und Rumänien
- 1919/1920 Pariser Vorortverträge
  - 1919, 28. Juni, Friedensvertrag von Versailles zwischen den Alliierten und Deutschland
  - 1919, 10. September, Vertrag von Saint-Germain-en-Laye, zwischen den Alliierten und (Deutsch-)Österreich
  - 1919, 27. November, Vertrag von Neuilly-sur-Seine, Neuilly-sur-Seine, zwischen den Alliierten und Bulgarien
  - 1920, 4. Juni, Vertrag von Trianon, zwischen den Alliierten und Ungarn
  - 1920, 10. August, Vertrag von Sèvres, zwischen den Alliierten und dem Osmanischen Reich
- 1920, Frieden von Dorpat zwischen Russland, Finnland und Estland.
- 1920, 11. August, Friede von Riga, zwischen Lettland und Sowjetrussland
- 1920, 12. November, Friede von Rapallo, zwischen Italien und Jugoslawien
- 1921, 18. März, Friede von Riga, zwischen Polen und Sowjetrussland
- 1921, 20. Mai, deutsch-chinesischer Vertrag zur Wiederherstellung des Friedenszustandes[1]
- 1921, 25. August, Berliner Vertrag, Separatfrieden zwischen den USA und Deutschland
- 1923, 24. Juli, Vertrag von Lausanne, zwischen dem Britischen Reich, Frankreich, Italien, Japan, Griechenland, Rumänien, dem Serbisch-Kroatisch-Slowenischen Staat und der Türkischen Republik
- 1940, 12. März, Frieden von Moskau, zwischen der UdSSR und Finnland
- 1946, Pariser Friedenskonferenz (Konferenz der 21 Nationen), zwischen den Alliierten des Zweiten Weltkriegs und den ehemaligen Kriegsverbündeten Deutschlands (Bulgarien, Finnland, Italien, Rumänien und Ungarn)
- 1952, April, Vertrag von San Francisco, San Francisco
- 1978, 12. August, Friedensvertrag zwischen Japan und der Volksrepublik China
- 1978, Camp David I, Israelisch-ägyptischer Friedensvertrag
- 1990, 12. September, Zwei-plus-Vier-Vertrag, Moskau, zwischen der BRD und der DDR sowie Frankreich, UdSSR, Großbritannien und den USA
- 1994, 26. Oktober, Friedensvertrag zwischen Israel und Jordanien
- 1995, 21. November, Dayton-Vertrag, in Dayton (Ohio), zwischen Serbien, Kroatien und Bosnien

### 21. Jahrhundert
- 2020, 29. Februar, in Doha, Katar, zwischen den USA und den Taliban (kein völkerrechtlicher Vertrag, da die Taliban keinen Staat repräsentieren und die afghanische Regierung das Abkommen nicht mitunterzeichnete)

## Kapitulationen
- 1945 (7./8./9. Mai): bedingungslose Kapitulation der deutschen Wehrmacht, Reims und Berlin-Karlshorst
- 1945 (2. September): Unterzeichnung der bedingungslosen Kapitulation Japans durch den japanischen Außenminister Mamoru Shigemitsu an Bord des US-amerikanischen Schlachtschiffes Missouri
- 1975 (30. April): Kapitulation Südvietnams

## Waffenstillstandsabkommen
- 1192, 2. September, Vertrag von Ramla, zwischen Richard I. Löwenherz (Königreich Jerusalem) und Saladin (Ägypten und Damaskus), Laufzeit 3 Jahre
- 1198, zwischen Amalrich II. (Königreich Jerusalem) und al-Adil I. (Ägypten), Laufzeit 5 Jahre
- 1204, zwischen Amalrich II. (Königreich Jerusalem) und al-Adil I. (Ägypten), Laufzeit 6 Jahre
- 1211, zwischen Johann von Brienne (Königreich Jerusalem) und al-Adil I. (Ägypten), Laufzeit 6 Jahre
- 1240, zwischen Theobald IV. von Champagne (Königreich Jerusalem) und as-Salih Ismail (Damaskus)
- 1241, zwischen Richard von Cornwall (Königreich Jerusalem) und as-Salih (Ägypten)
- 1250, zwischen Ludwig dem Heiligen (Königreich Jerusalem) und Turan Schah (Ägypten), Laufzeit 10 Jahre
- 1272, Mai, zwischen Hugo I. (Königreich Jerusalem) und Baibars I. (Ägypten), Laufzeit 10 Jahre
- 1582, 15. Januar, zwischen Russland und Polen-Litauen
- 1618, 11. Dezember, zwischen Russland und Polen-Litauen
- 1667, 30. Januar, zwischen Russland und Polen-Litauen
- 1741, 9. Oktober, Waffenstillstand von Klein-Schnellendorf, zwischen Preußen und Österreich
- 1762, 7. April, Waffenstillstand von Ribnitz, zwischen Preußen und Schweden
- 1917, 2. (15.) Dezember, zwischen Russland und dem Deutschen Reich
- 1918, 30. Oktober, Waffenstillstand von Mudros, zwischen den Alliierten und Osmanischem Reich
- 1918, 3. November, bei Padua, zwischen Österreich-Ungarn und den Alliierten
- 1918, 11. November, Waffenstillstand von Compiègne, zwischen den Alliierten und dem Deutschen Reich
- 1920, 12. Oktober, zwischen Polen und Sowjetrussland
- 1940, 22. Juni, Waffenstillstand von Compiègne, zwischen dem Deutschen Reich und Frankreich
- 1943, 3. September, Waffenstillstand von Cassibile, zwischen dem damaligen Königreich Italien und den Alliierten
- 1944, September, Waffenstillstand von Moskau, zwischen Finnland und der Sowjetunion
- 1949, zwischen Israel, Ägypten, Syrien, Libanon und Transjordanien (siehe Waffenstillstandsabkommen von 1949)
- 1953, 27. Juli, Koreanisches Waffenstillstandsabkommen
- 1973, 27. Januar, zwischen den USA und Nordvietnam
- 2000, 18. Juni, Algier, zwischen Äthiopien und Eritrea
- 2002, 24. Februar, Waffenstillstandsabkommen für Sri Lanka

## Abkommen zur Verhinderung von Krieg
- 1494, Juni, Vertrag von Tordesillas, zwischen Spanien und Portugal
- 1529, 22. April, Vertrag von Saragossa, zwischen Spanien und Portugal
- 1850, 29. November, Olmützer Punktation, zwischen Preußen, Österreich und Russland
- 1899, 21. März, Sudanvertrag, zwischen Großbritannien und Frankreich infolge der Faschoda-Krise
- 1911, 4. November, Marokko-Kongo-Vertrag, zwischen Deutschem Reich und Frankreich infolge der 2. Marokkokrise
- 1919, 28. Juni, Satzung des Völkerbunds- im Rahmen des Vertrags von Versailles
- 1925, 16. Oktober, Verträge von Locarno, Schweiz, zwischen Deutschland und Frankreich und Belgien
- 1928, 27. August, Briand-Kellogg-Pakt
- 1945, 26. Juni, Charta der Vereinten Nationen